# 全国高等学校選抜スキー大会
全国高等学校選抜スキー大会は日本の高等学校におけるスキー競技の大会である。

## 概要
全国高等学校スキー大会、全日本ジュニアスキー選手権大会、国民体育大会冬季大会スキー競技会と並ぶ高校スキー競技4大全国大会のひとつで、アルペン競技とノルディック競技に分かれて開催されている。1989年よりアルペン競技のみで開始した。1990年の第2回大会は雪不足により中止された。ノルディック競技は1994年の第6回大会より開始された。

## 優勝者

### アルペン
- 全国高等学校選抜スキー大会アルペンスキーを参照。

### ノルディック

#### クロスカントリー
- 全国高等学校選抜スキー大会ノルディックスキー・クロスカントリーを参照。

#### スペシャルジャンプ
- 全国高等学校選抜スキー大会ノルディックスキー・スペシャルジャンプを参照。

#### コンバインド
- 全国高等学校選抜スキー大会ノルディックスキー・コンバインドを参照。